# Luís Magalhães
Luís Magalhães é um treinador de basquetebol luso-angolano. Ele sucedeu o português-angolano Alberto Carvalho em 2009, e treinou Angola no Campeonato Africano da FIBA em 2009, onde a equipe conquistou seu sétimo campeonato africano consecutivo.

Antes de se mudar para Angola, Luís Magalhães foi um dos melhores treinadores do basquetebol português. Liderou três equipas para o título da Liga Portuguesa de Basquetebol - Portugal Telecom (2000-01, 2001-2002, 2002-2003), FC Porto (2003-2004) e Ovarense (2006-2007). Mudou-se para o clube angolano 1º de Agosto, onde foi treinador principal de Janeiro de 2008 a Junho de 2011, conquistando 12 títulos, entre competições nacionais e internacionais.
De 2012 a 2013, foi o treinador principal do Clube Recreativo do Libolo.

No final de 2018, foi anunciado como o treinador do Sporting Clube de Portugal para a época em que o clube reintegrou a LPB.